# Trichomanes plumosum
Trichomanes plumosum är en hinnbräkenväxtart som beskrevs av Kze. Trichomanes plumosum ingår i släktet Trichomanes och familjen Hymenophyllaceae. Inga underarter finns listade.